# NGC 4906
NGC 4906 је елиптична галаксија у сазвежђу Береникина коса која се налази на NGC листи објеката дубоког неба.
Деклинација објекта је + 27° 55' 26" а ректасцензија 13h 0m 39,8s. Привидна величина (магнитуда) објекта NGC 4906 износи 14,1 а фотографска магнитуда 15,1. Налази се на удаљености од 94,383 милиона парсека од Сунца. NGC 4906 је још познат и под ознакама CGCG 160-253, DRCG 27-118, PGC 44799.